# 许科敏
许科敏（1962年10月—），男，汉族，中华人民共和国政治人物。现任中华人民共和国工业和信息化部总经济师。